# Семейство Ганзы
Семейство Ганзы — небольшое семейство астероидов, расположенное в главном поясе. Семейство названо в честь первого астероида, классифицированного в эту группу — (480) Ганза. Предполагается, что семейство Ганзы включает в себя от 162 до 839 астероидов со схожими спектральными характеристиками элементами орбит. Следовательно они имеют общее происхождение и являются частью одного тела, разрушенного в результате столкновения с другим астероидом. Характерной особенностью этого семейства является сильный наклон орбит его членов.

## Крупнейшие астероиды этого семейства
| Имя         | Диаметр  | Большая полуось | Наклонение орбиты | Эксцентриситет орбиты | Год открытия |
| ----------- | -------- | --------------- | ----------------- | --------------------- | ------------ |
| (480) Ганза | 56,22 км | 2,644 а. е.     | 21,291 °          | 0,045                 | 1901         |